# Сосновий насіннєвий клоп
Сосновий насіннєвий клоп (Leptoglossus occidentalis) — вид клопів родини крайовикових (Coreidae). Природний ареал охоплює Північну Америку. Протягом останніх декількох десятиліть вид розширює ареал та нині його зафіксовано в Південній Америці, Європі, Східній Азії та Північній Африці.

## Поширення
Природний ареал соснового насіннєвого клопа розташований у Північній Америці — західніше Скелястих гір, від Британської Колумбії та провінції Альберта на півночі до Каліфорнії та Мексики на півдні. Вид розширює ареал, безсумнівно є інвазійним, нині його зафіксовано в Південній Америці, Європі, Східній Азії, Північній Африці тощо. Його занесено до списку найбільш шкодочинних видів у базі ЕРРО. В Європі вид вперше був знайдений у 1999 р. на півночі Італії, а нині відомий у більшості країн континенту, а саме: в Албанії, Австрії, Бельгії, Боснії та Герцоговині, Болгарії, Чехії, Данії, Франції, Хорватії, Грузії, Німеччині, Греції, Угорщині, Ірландії, Італії, Косово, Ліхтенштейні, Люксембурзі, Македонії, Мальті, Молдові, Монако, Монтенегро, Нідерландах, Норвегії, Польщі, Португалії, Румунії, Росії, Сербії, Словаччині, Словенії, Іспанії, Швеції, Швейцарії, Туреччині, Великі Британії та в Україні. Усі локалітети виду як у Північній Америці, так і в Європі розташовуються південніше січневої ізотерми повітря –12 °C.

## Поширення в Україні
В Україні вперше вид був зафіксований у 2010 р. біля м. Сімферополь та в Запорізькій області, у 2011—2012 рр. вид було знайдено ще у двох локалітетах — Дніпропетровській обл. та м. Донецьк. Cучасне поширення виду в Україні не узагальнювали, і, на наш погляд, нині він поширений значно більше, адже дорослі особини й личинки соснового насіннєвого клопа харчуються більш ніж на 40 видах хвойних із родів Abies, Cedrus, Picea, Pinus, Pseudotsuga, Tsuga, Juniperus, Cupressus sempervirens тощо. В Україні вид є небезпечним, адже може пошкоджувати головні лісоутворювальні хвойні породи — Аbies alba, Picea abies, Pinus sylvestris, Pinus pallasiana та ін.
У Житомирському Поліссі вид уперше зафіксовано у вересні 2018 р. на околиці м. Житомир, на території Поліського філіалу УкрНДІЛГА, поруч із 50-річним сосновим лісом, причому одразу досить масово, що може свідчити про те, що вид проник у регіон раніше.
Шляхи його проникнення в Україну не встановлено, однак вважається, що в Європі вид може переноситись на значні відстані переважно пасивно — з новорічними ялинками й соснами, з посадковим матеріалом, імаго — у шпаринах автотранспорту й залізничного транспорту, із заготовленим кругляком (під відмерлою корою) тощо. Вірогідним джерелом поширення виду також є його яйця, відкладені на хвою, гілочки, тирсу тощо. Крім того, вид добре літає — не виключено його активне поширення.
У Тернопільській області виявлено масово у 2023 році на території національного парку Кременецькі гори у лісах навколо міста Кременець та найближчих сіл. У 2024 році зафіксовано у Львівській області.

## Розмноження та життєвий цикл
У природному ареалі вид дає одну генерацію на рік, у Європі у зв'язку з потеплінням клімату — одну-дві.
Імаго досить великі: 14–16…18–20 мм, вид має 5 стадій німф. Яйця відкладає в рядок на хвої. Німфи подібні до імаго, але менші за розмірами та безкрилі, їхній розвиток триває 5 тижнів.
Зимує сосновий насіннєвий клоп у вигляді імаго в різних схованках — під відсталою від стовбура корою, у порожнинах і щілинах відмерлих стовбурів дерев, пташиних гніздах, різноманітних будівлях. Останні є чи не найважливішими місцями зимівлі виду в Україні. Імаго виділяють агрегаційні феромони, взимку утворюють скупчення.
Після зимівлі імаго в Європі активні вже в середині лютого. У м. Житомир активні імаго виявлені на початку березня 2020 р. на сонячному боці на цегляних стінах.
Імаго виду й німфи харчуються на молодих і зрілих шишках. Маючи, як і інші клопи, колюче-сисний ротовий апарат, сосновий насіннєвий клоп пробиває хоботком оболонки шишки і досягає насінини. В насінину клоп виділяє травні ферменти, які розчиняють вміст ендосперму, рідину клоп висасує. Шишки при цьому виглядають неушкодженими. Пошкодження ж насіння в них на ранніх стадіях зумовлює його абортацію, а на стадії зрілості — пустотілість.

## Загрози для людей та природи
Для людини небезпечні — їх укуси викликають алергію, свербіж і почервоніння, при цьому, вони досить живучі — можуть без проблем винести температуру в -17 °C.
Найбільшу загрозу сосновий насіннєвий клоп становить для генетико-селекційних об'єктів, які використовують для заготівлі насіння сосни. Проникнення на них цього шкідника може бути причиною суттєвого зниження збору насіння. Причому відомо, що в роки з високим врожаєм пошкодження насіння сосни досліджуваним видом є невеликим, а в роки з малим врожаєм — значним.
Крім того, доведено, що сосновий насіннєвий клоп є переносником диплодіозу сосни (диплодієвого некрозу), збудником якого є мікроміцет Diplodia pinea, що становить загрозу не лише для об'єктів лісонасіннєвої бази, але й для виробничих лісових культур.
Заходи захисту лісонасіннєвих об'єктів від цього шкідника взагалі розроблені недостатньо. Перспективним видається біологічний метод боротьби з ним. У природному ареалі цього виду відомі паразитичні їздці-яйцеїди — Gryon pennsylvanicum,Anastatus pearsalli і Ooencyrtus spp. Gryon pennsylvanicum; їх нині пілотно акліматизують і досліджують в Італії для боротьби із сосновим насіннєвим клопом. Крім того, з паразитів імаго і личинок L. occidentalis в Європі відомі також аборигенні мухи-тахіни, зокрема, Ectophasia crassipennis.
Завданням для українського лісозахисту є виявлення сучасного поширення соснового насіннєвого клопа в Україні, оцінювання його шкодочинності та розроблення дієвих заходів боротьби.